# Sármatas

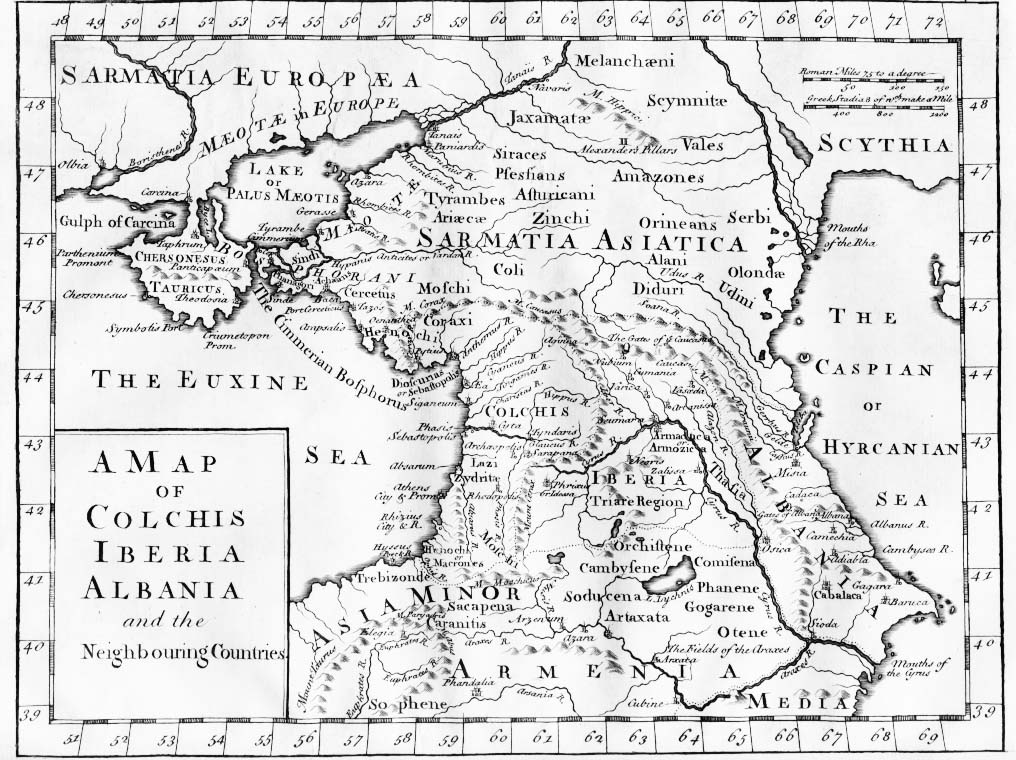
Um cartógrafo de Londres de 1770 não-identificado fez este mapa, mostrando as duas Sarmácias: europeia e asiática

Sármatas (em latim: sarmatae) ou sauromatas (em latim: sauromatae) eram um povo a quem Heródoto no século V a.C. localizou na fronteira oriental da Cítia além do rio Tánais (Don). Eles eram povos iranianos relacionados com os citas e os Sacas. Os numerosos nomes pessoais iranianos nas inscrições gregas da costa do Mar Negro indicam que os sármatas falavam um dialeto iraniano norte-oriental relacionado com o sogudiano e com o osseto.

## História

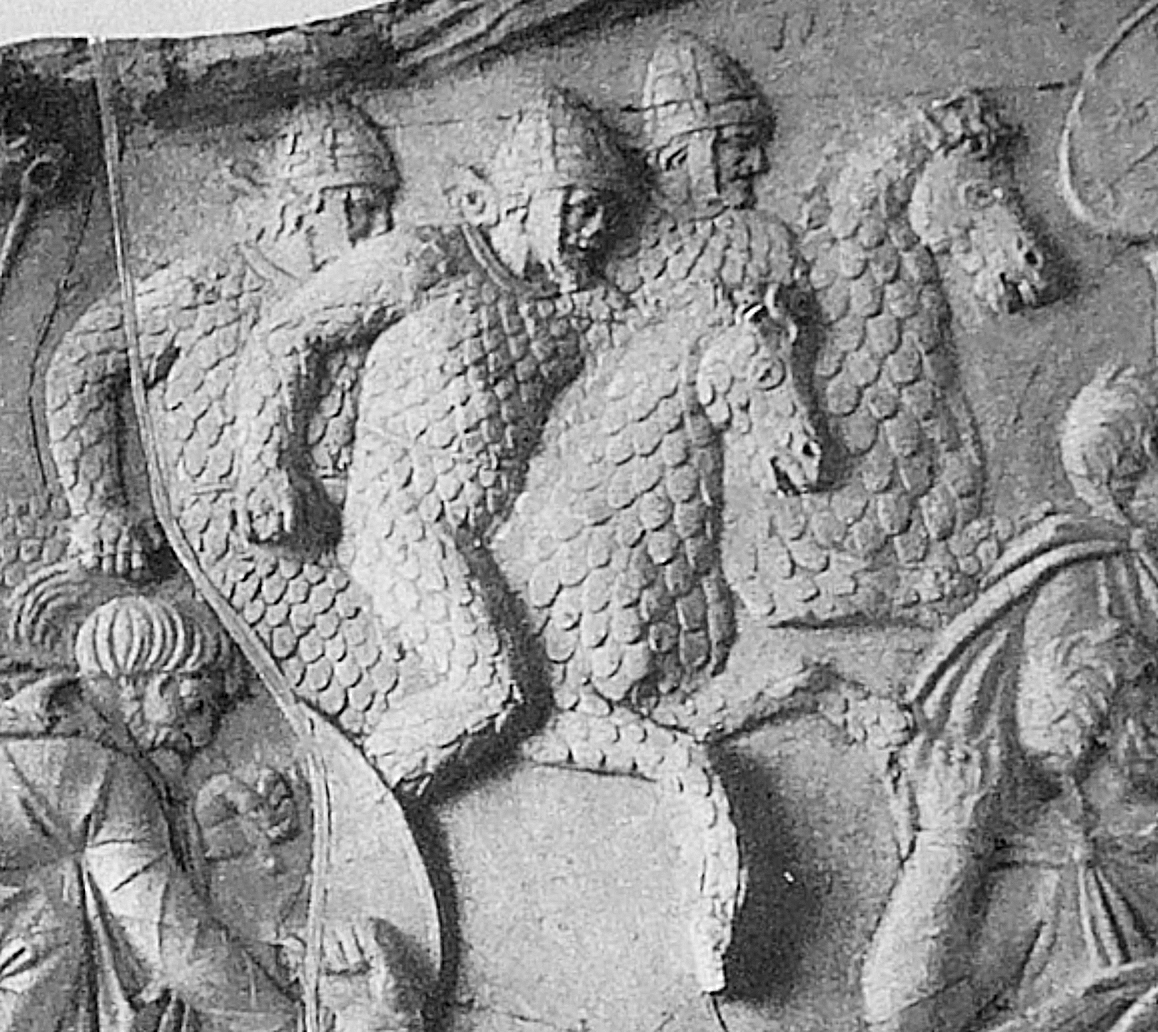
Catafractários sármatas na Coluna de Trajano, século II d.C.

Heródoto (4.110-117) relata um conto da origem dos Sauromatae, como os descendentes de um bando de jovens citas e de um grupo de amazonas, desta forma explicando o que poderia ter sido a sua língua iraniana norte-oriental - uma forma impura do cita - e a forma pouco comum de liberdade das mulheres Sauromatae, inclusive participando das guerras - uma herança de suas ancestrais amazonas. Escritores posteriores chamavam a alguns deles de "Sarmatae governados por mulheres" (γυναικοκρατούμενοι). Hipócrates (De Aere, etc., 24) os classificou como citas.
Tácito menosprezou os sármatas (Germânia, cap. 46), colocando-os como habitantes das florestas, não das estepes, tendo um "aspecto degradado"; sua visão dos sármatas como "vivendo montados e em vagões" soa mais apropriada.
Depois, Pausânias, vendo oferendas comemorativas próximo à Acrópole de Atenas no século II (Descrição da Grécia 1.21.5-6) encontrou entre elas
"um peitoral sármata. Vendo isto um homem dirá que não menos que os gregos estes estrangeiros são hábeis nas artes: para os saurómatas (Sauromatae) que não têm ferro, nem o extraíram nem o importaram ainda. Eles não se comportam , na realidade, como os outros estrangeiros à sua volta. Para suprir essa deficiência eles têm planejado invenções. No lugar de ferro, eles usam ossos nas suas lanças cortantes, e madeira de cornel [um tipo de arbusto europeu] para seus arcos e flechas, com pontas de osso nas flechas. Eles lançavam um laço em volta de qualquer inimigo que eles encontrassem, e então giravam seus cavalos derrubando o inimigo capturado com o laço."
"Seus peitorais eles faziam da seguinte forma: cada homem possui muitas éguas, e a terra não é dividida em lotes privados, nem possui qualquer coisa exceto árvores selvagens, sendo as pessoas. Essas éguas eles não usam apenas para a guerra, mas também em sacrifícios para os deuses locais e como fonte de comida. Seus cascos eles recolhem, limpam, e deles fazem chocalhos como o de cobras. Quem nunca viu uma cobra com chocalho ao menos deve ter visto uma pinha ainda verde. Quem os vir não se equivocará se comparar o produto dos cascos com os segmentos que são vistos numa pinha. Essas peças eles furam e costuram juntos com tendões de cavalos e bois, e então os usam como peitorais que são tão belos e fortes como os dos gregos. Para que eles possam se proteger dos objetos arremessados e das pancadas no combate corpo a corpo."
A grande maioria dos nomes bárbaros que ocorrem nas inscrições de Ólbia, Tánais e Panticapeu são supostamente sármatas, sendo conhecidos das línguas iranianas agora faladas pelos ossetos do Cáucaso (o osseto), que são supostamente os modernos representantes dos sármatas e podem ser mostrados como sendo diretamente ligados aos alanos, uma das tribos sármatas.
No século III a.C. parecem ter suplantado os citas nas planícies onde hoje é o sul da Ucrânia, onde se mantiveram dominantes até as invasões hunas e góticas. Suas principais divisões eram os roxolanos; os jáziges, com quem os romanos tinham negócios no Danúbio e e no Tisza; os taifalos e os alanos.
Heródoto descreve a aparência física dos sármatas como louros, vigorosos e bronzeados.
Os sármatas ainda eram uma força com a qual os romanos tinham que lidar no século IV. Amiano Marcelino (29.6.13-14) descreve várias derrotas que os invasores sármatas infligiram às forças romanas na província de Valéria, na Panônia, no final de 374, quando eles quase aniquilaram uma legião convocada da Mésia e uma da Panônia, que haviam sido enviadas para interceptar um bando sármata que havia perseguido um graduado oficial romano chamado Equício dentro do território romano.
O termo Sarmácia é aplicado pelos antigos escritores ao que é conhecido como Europa central e oriental, inclusive tudo o que as antigas autoridades chamavam de Cítia, sendo esse nome transferido para regiões mais a leste. A Geografia de Ptolomeu mostra mapas da Sarmácia europeia e asiática. 

## Pesquisas recentes
Em uma recente escavação de sítios sármatas por Jeannine Davis-Kimball, foi encontrada  uma tumba onde terão sido enterradas guerreiras, proporcionando dessa forma algum crédito ao mito grego das amazonas. Após as escavações de 2003, ela e Joachim Burger compararam as evidências genéticas do sítio com os nômades cazaques e encontraram uma impressionante ligação genética - verificada depois pela Universidade de Cambridge  - levando a crer que a tese de que os povos turcos que se expandiram para essa região não exterminaram nem expulsaram completamente os habitantes iranianos originais, mas na verdade assimilaram um número significante deles.

## Reis conhecidos
- Zorsines
- Beuca
- Babas